# Slaget vid Severn
Slaget vid Severn var en skärmytsling som utkämpades den 25 mars 1655 på Severn River vid Horn Point, rakt över Spa Creek från Annapolis, Maryland, i vad som då kallades "Providence", i vad som nu är stadsdelen Eastport. Efter striden bytte Providence namn till Annapolis 1694. Slaget var en förlängning av de konflikter som bildade det engelska inbördeskriget, skrovliga styrkor bestående av puritanska bosättarna mot styrkor i linje med Lord Baltimore, ägare av kolonin Maryland på den tiden. Det har föreslagits att detta var den sista striden i det engelska inbördeskriget.